# Winny Chebet
Winny Chebet (Kenia, 20 de diciembre de 1990) es una atleta keniana, especialista en la prueba de 1500 m, en la que logró ser campeona africana en 2018

## Carrera deportiva
En el Campeonato Africano de Atletismo de 2018 celebrado en Asaba (Nigeria) ganó la medalla de oro en los 1500 metros, con un tiempo de 4:14.02 segundos, por delante de las marroquíes Rababe Arafi (plata con 4:14.12 segundos) y Malika Akkaoui (bronce con 4:14.17 segundos).